# Białe piekło
Białe piekło (niem. Die weiße Hölle vom Piz Palü) – niemiecki film niemy z 1929 roku w reżyserii Arnolda Fancka i Georga Wilhelma Pabsta. W rolach głównych wystąpili Leni Riefenstahl i Ernst Udet.

## Fabuła
Żona alpinisty dr Johannesa Kraffta (Gustav Diessl) umiera na skutek upadku w głąb szczeliny lodowca. Do wypadku dochodzi częściowo wskutek niedbalstwa doktora. Dziesięć lat później nowożeńcy Karl Stern (Ernst Petersen) i Maria Majoni (Leni Riefenstahl) przybywają do alpejskiej chaty w okolicy Sankt Moritz (kanton Gryzonia). Poznają tam doktora Kraffta, który cierpi na obsesję na punkcie śmierci swojej żony i ciągle poszukuje jej w górach. Razem wybierają się w góry aby wejść na Piz Palü, nie wiedzą jednak, że nadciąga burza. Zostają uwięzieni w górach ze Sternem, który złamał nogę, postanawiają, że tą noc spędzą na niewielkiej półce skalnej. Dr Krafft przekazuje swój płaszcz Karlowi, w następstwie wychłodzenia umiera nie doczekawszy poranka. Ostatecznie pilot Ernst Udet (grany przez samego siebie), który jest przyjacielem Karla i Marii, odnajduje parę. Zawiadamia także ratowników, którzy ostatecznie ratują ich, bezpiecznie sprowadzając z powrotem do doliny.

## Obsada
- Gustav Diessl(inne języki) jako dr Johannes Krafft
- Leni Riefenstahl jako Maria Majoni
- Ernst Petersen(inne języki) jako Karl Stern
- Ernst Udet jako on sam
- Mizzi Götzel jako Maria Krafft, żona doktora Johannesa Kraffta
- Otto Spring jako Christian Klucker(inne języki), przewodnik górski
- Kurt Gerron jako gość nocnego klubu[1]

## Produkcja
Film był kręcony od stycznia do czerwca 1929 roku w Masywie Bernina w Alpach. Praca nad filmem została podzielona na dwóch reżyserów. Arnold Fanck był odpowiedzialny za reżyserię filmu w górach, a Wilhelm Pabst reżyserował sceny w budynkach oraz ponadto doradzał Fanckowi. Scenografia została zaprojektowana przez Ernö Metzner, zdjęcia do filmu wykonali Sepp Allgeier, Richard Angst i Hans Schneeberger. Fanck kontynuował pracę z Riefenstahl i Udetem w filmach Burza nad Mont Blanc i S.O.S. Eisberg.

## Dystrybucja

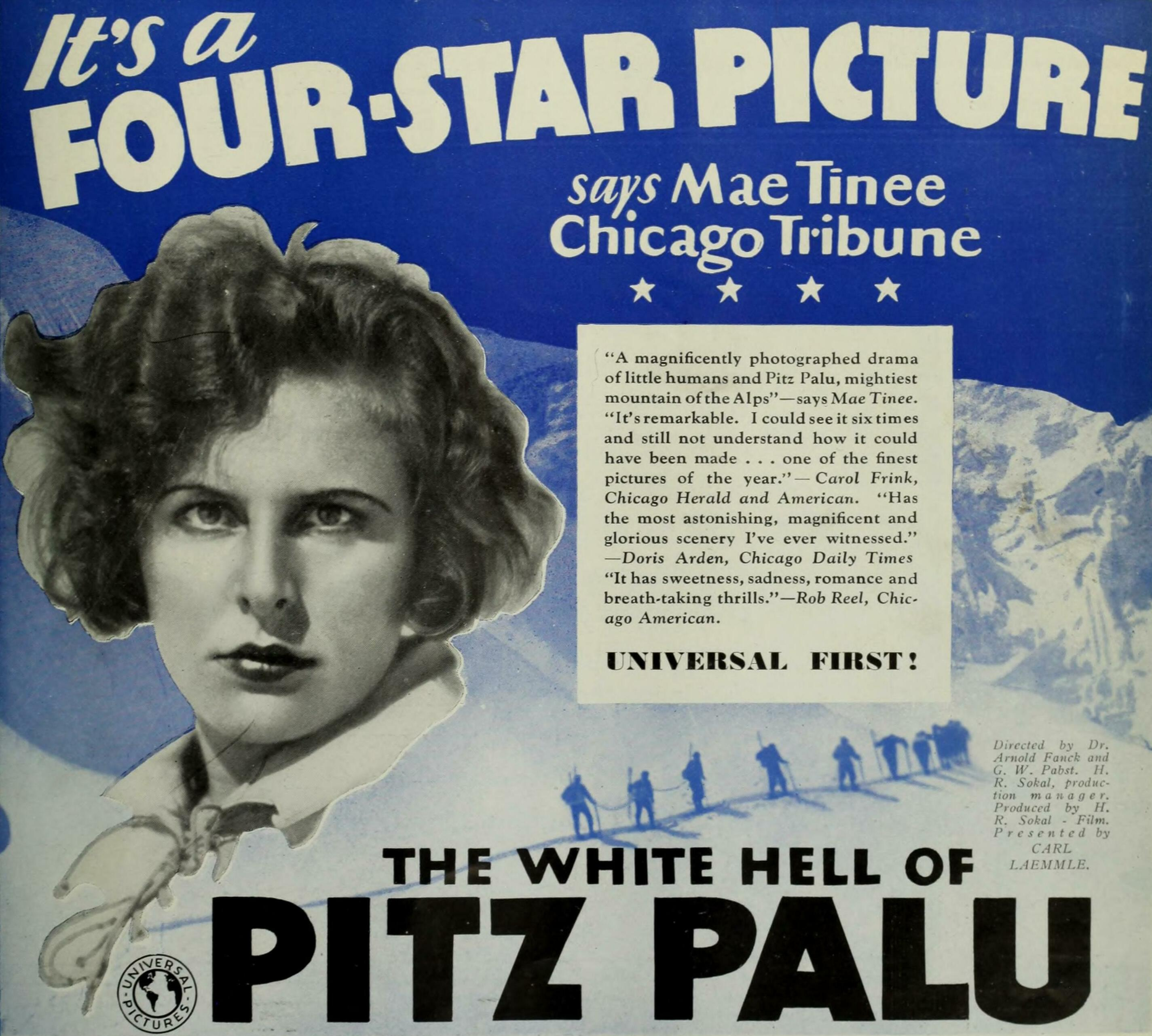
USA, 1930

Film miał swoją premierę 11 października 1929 roku w Wiedniu. W Niemczech miał on premierę 1 listopada tego samego roku w Stuttgarcie. Jednak oficjalną premierę w Niemczech miał 15 listopada 1929 roku w Berlinie. W ciągu pierwszych czterech tygodni wyświetlania został obejrzany przez ponad 100.000 widzów w UFA Palast w Berlinie, w tamtym czasie było to największe i najważniejsze kino w Niemczech.
W 1930 roku została wydana międzynarodowa wersja dźwiękowa filmu po angielsku. W 1935 roku pojawiła się niemiecka wersja dźwiękowa z muzyką autorstwa Giuseppe Becce. Film został skrócony w tej wersji do 90 minut. Po dojściu nazistów do władzy w 1933 roku, żydowsko brzmiące nazwisko „Karl Stern” zmieniono na „Hans Brandt”. Wszystkie sceny z żydowskim aktorem Kurtem Gerronem, który zginął w Auschwitz w 1944 roku, zostały wycięte w tym wydaniu. W 1950 roku nakręcono remake filmu pt. Föhn w reżyserii Rolfa Hansena, z główną rolą Hansa Albersa i Liselotte Pulver.
Oryginalna wersja filmu była zaginiona do 1996 roku. Obraz został odnowiony w 1997 roku przez Niemieckie Federalne Archiwum Filmowe. Oryginalna muzyka autorstwa Willy’ego Schmidta-Gentnera pozostaje nadal zaginiona.

## Przyjęcie
Film został dobrze przyjęty zarówno przez krytyków, jak i przez publiczność. Wielu historyków filmowych uważa ten film za największy sukces Fancka oraz największy sukces aktorski Riefenstahl. W roku premiery obraz zajął drugie miejsce na liście najbardziej kasowych filmów w Niemczech.